# Murina hilgendorfi
Murina hilgendorfi és una espècie de ratpenat de la família dels vespertiliònids. Viu a la Xina, el Japó, Corea del Nord, Corea del Sud, Mongòlia i Rússia. El seu hàbitat natural són les zones muntanyoses de fins a 4.000 msnm, on viu en boscos de coníferes i frondoses. No hi ha cap amenaça significativa per a la supervivència d'aquesta espècie.